# صالح الجدي
صالح الجدي (19 فبراير 1965 -) هو ممثل تلفزيوني ومسرحي وإذاعي وسينمائي ومخرج تونسي وأستاذ للمسرح في المدارس الثانوية، مثّل في عدة مسلسلات ومسرحيات وأفلام. أهم المسلسلات التي مثل فيها هي الدوار وماطوس ومنامة عروسية والراية والغيث ووردة وكتاب.

## النشأة والمسيرة
ولد في قابس وتخرج من المعهد العالي للفن المسرحي بتونس في 1988/1989. شارك في عديد المسلسلات الدرامية بدءا من الدوار سنة 1992 مرورا بالعاصفة وأمواج وفج الرمل وحكم الأيام بتونس وأعمال مشتركة تونسية سورية كالراية والغيث من بطولة زيناتي قدسية وجيانا عيد والذئب بطولة طلحت حمدي وصباح بركات ووائل رمضان وسليم كلاس من سوريا والمنصف السويسي منية الورتاني ومعز حمزة من تونس ومسلسل غالية وماطوس والريحانة وشمس وظلال وآخرهم أداؤه الرائع في مسلسل شرع الحب الذي عرض في النصف الأول من شهر رمضان على قناة تونس 7. وأخرج في 2013 فيلما وثائقيا حول حاتم بالطاهر وهو أستاذ جامعي قتل برصاص الأمن خلال أحداث الثورة التونسية أسماه «حاتم بالطاهر شهيد الكرامة».

## الحياة الشخصية
متزوج منذ 2019. وقد تزوج سابقا الممثلة زينب أمين.

## أعماله

### المسلسلات التلفزية
- 1990 : حكم الأيام لعبد القادر الجربي وفرج سلامة و صلاح الدين الشلبي بدور أسامة
- 1992 : الدوار لعبد القادر الجربي بدور صالح
- 1993 : العاصفة لعبد القادر الجربي بدور منير وهو في سن الشباب
- 1994 : أمواج لصلاح الدين الصيد وعلي بن عرفة وعلي منصور بدور بلڨاسم
- 1995 : فج الرمل لمحمد غضبان وحسين المحنوش
- 1996 : راية وغيث لفواز عبدلكي والجيلاني الزريبي ومحمد الحمامي
- 1999 : غالية لالمنصف الكاتب وجمال الدين خليف
- 2000 :
  - منامة عروسيّة لصلاح الدين الصيد بدور العربي
  - ماطوس لحمادي عرافة وأحمد رجب وعلي الدب
- 2001 : ريحانة لحمادي عرافة وأحمد رجب وعبد القادر بلحاج نصر بدور الناجي
- 2002 : شمس وظلال لعز الدين الحرباوي وجمال شمس الدين
- 2005 : شرع الحب لحمادي عرافة والمنصف الأزعر بدور سليم
- 2006 : حياة وأماني لمحمد الغضبان و حسن الغضبان وجمال الدين خليف: أحد أفراد فريق التحقيق
- 2009 : عاشق السراب
- لالحبيب المسلماني بدور عبد الله الجليدي أو سالم مدّاح
- 2010 : دنيا لنعيم بن رحومة ونجيب مناصرية ومحمد حيزي بدور رابح
- 2012 : عنقود الغضب لنعيم بن رحومة وهشام العكرمي وعبد القادر بلحاج نصر بدور محسن
- 2015 : نسيبتي العزيزة (ضيف شرف الحلقة 16 من الموسم 5) لصلاح الدين الصيد بدور قحطان
- 2016 :
  - وردة وكتاب لأحمد رجب بدور مبروك
  - مدرسة الرسول لأنور العياشي بدور محمد بن واسع
  - شبيه معاليه؟ لالمنجي الفرحاني (ضيف شرف)

### المسلسلات الإذاعية
- 2010 : صابرة (مسلسل إذاعي)
- 2011 : الأوابد (مسلسل إذاعي)

### السينما
- 1993 : تريپ ناش لپيتر چوديل (فيلم ألماني)
- 2006 : صبة فلوس (فيلم قصير) لأنيس الأسود
- 2015 : صراع لالمنصف بربوش

### المسرح
- جماعة تحت السور (مسرحية غنائية)
- فزّاني مرتاح (إخراج)
- 2017: ملحمة خضراء (حول السيرة الهلاليّة)

### الإخراج
- 2012 :
  - حاتم بالطاهر، شهيد الكرامة
  - الحامة، 01/2011
- 2013 : سفر حاج
- 2014 :
  - في عمق الموجة
  - عسلامة ياحمامة

## وصلات خارجية
- صالح الجدي على موقع IMDb (الإنجليزية)
- صالح الجدي على موقع قاعدة بيانات الأفلام العربية

- الجدي في موقع السينما